# Makoto Nagahisa

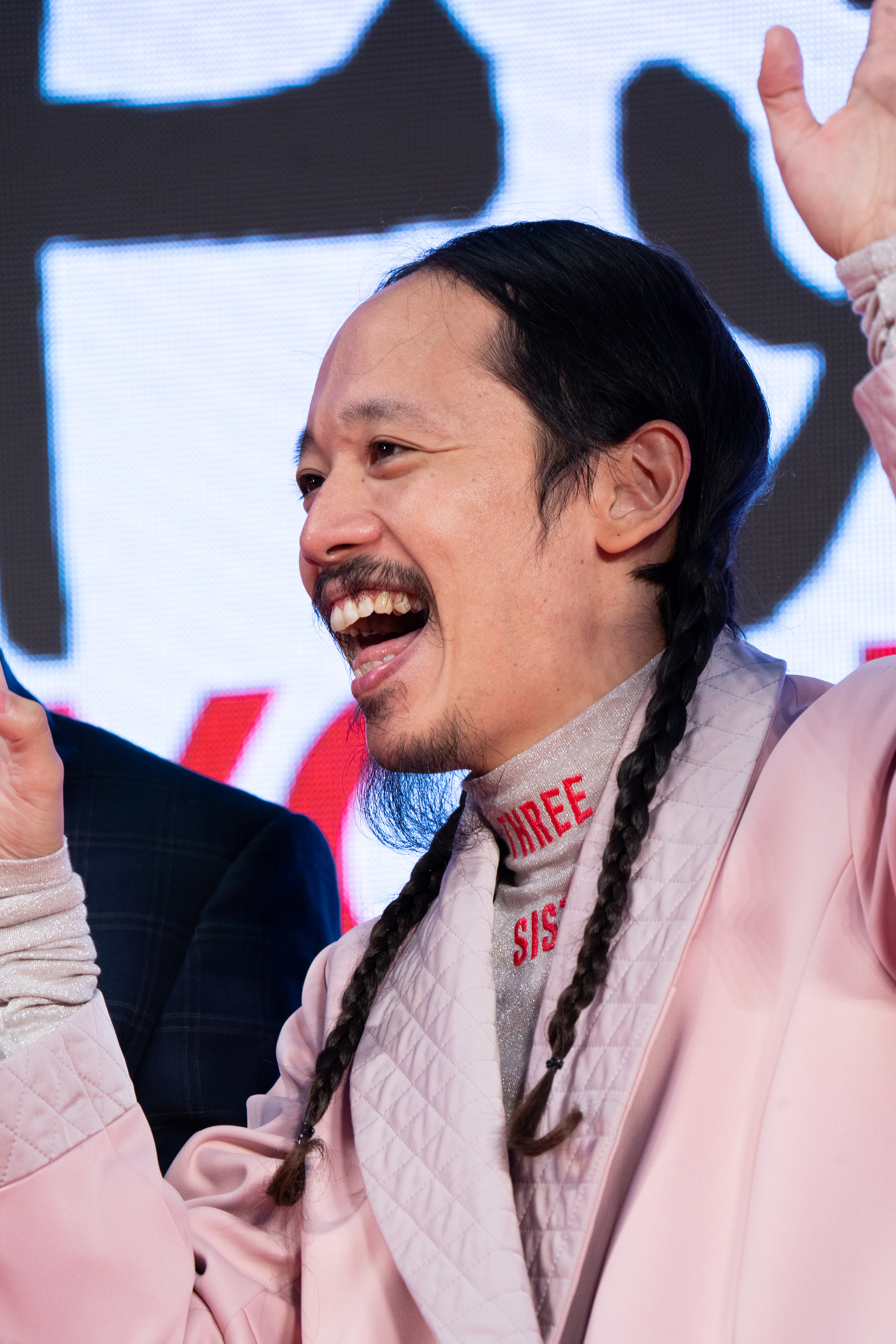
Makoto Nagahisa

Makoto Nagahisa (jap. 長久允, Nagahisa Makoto; * 2. August 1984 in Tokio) ist ein japanischer Filmemacher, Videokünstler und Autor. Sein Kurzfilm And so we put a goldfish in the pool aus dem Jahr 2017 gewann den Short Film Grand Jury Prize des Sundance Film Festival 2017.

## Filmografie
Kurzfilme
- 2017 And so we put a goldfish in the pool – Regie, Autor

Filme
- 2019 We are little zombies – Regie, Autor

Musikvideos
- 2012 Parallel Sign – Lama
- 2016 MUSCLE STEP – Nature Danger Gang
- 2017 N.E.O. – Chai
- 2017 Room not exposed to the sun – Clitoric Ris